# David di Donatello 2016
La cerimonia di premiazione della 61ª edizione dei David di Donatello (pubblicizzata impropriamente come 60ª) si è svolta il 18 aprile 2016, è stata condotta da Alessandro Cattelan e trasmessa in diretta sui canali Sky Cinema, Sky Uno e TV8.
Le candidature sono state annunciate il 22 marzo 2016. I film che hanno ottenuto il maggior numero di candidature sono Lo chiamavano Jeeg Robot di Gabriele Mainetti (16) e Non essere cattivo di Claudio Caligari (16). Seguono Youth - La giovinezza di Paolo Sorrentino (14), Il racconto dei racconti - Tale of Tales di Matteo Garrone (12) e Perfetti sconosciuti di Paolo Genovese (9).

## Vincitori e candidati
I vincitori sono indicati in grassetto, a seguire gli altri candidati.
Miglior film
- Perfetti sconosciuti, regia di Paolo Genovese
- Fuocoammare, regia di Gianfranco Rosi
- Il racconto dei racconti - Tale of Tales, regia di Matteo Garrone
- Non essere cattivo, regia di Claudio Caligari
- Youth - La giovinezza (Youth), regia di Paolo Sorrentino

Miglior regista
- Matteo Garrone - Il racconto dei racconti - Tale of Tales
- Gianfranco Rosi - Fuocoammare
- Claudio Caligari - Non essere cattivo
- Paolo Genovese - Perfetti sconosciuti
- Paolo Sorrentino - Youth - La giovinezza (Youth)

Miglior regista esordiente
- Gabriele Mainetti - Lo chiamavano Jeeg Robot
- Carlo Lavagna - Arianna
- Adriano Valerio - Banat (Il viaggio)
- Piero Messina - L'attesa
- Francesco Miccichè e Fabio Bonifacci - Loro chi?
- Alberto Caviglia - Pecore in erba

Migliore sceneggiatura
- Paolo Genovese, Filippo Bologna, Paolo Costella, Paola Mammini e Rolando Ravello - Perfetti sconosciuti
- Matteo Garrone, Edoardo Albinati, Ugo Chiti e Massimo Gaudioso - Il racconto dei racconti - Tale of Tales
- Nicola Guaglianone e Menotti - Lo chiamavano Jeeg Robot
- Claudio Caligari, Francesca Serafini e Giordano Meacci - Non essere cattivo
- Paolo Sorrentino - Youth - La giovinezza (Youth)

Miglior produttore
- Gabriele Mainetti per Goon Films, con Rai Cinema - Lo chiamavano Jeeg Robot
- 21uno Film, Stemal Entertainment, Istituto Luce Cinecittà, Rai Cinema e Les Films d'Ici con Arte France Cinéma - Fuocoammare
- Archimede e Rai Cinema - Il racconto dei racconti - Tale of Tales
- Paolo Bogna, Simone Isola e Valerio Mastandrea per Kimera Film, con Rai Cinema e Taodue Film, produttore associato Pietro Valsecchi, in collaborazione con Leone Film Group - Non essere cattivo
- Nicola Giuliano, Francesca Cima, Carlotta Calori per Indigo Film - Youth - La giovinezza (Youth)

Migliore attrice protagonista
- Ilenia Pastorelli - Lo chiamavano Jeeg Robot
- Àstrid Bergès-Frisbey - Alaska
- Juliette Binoche - L'attesa
- Paola Cortellesi - Gli ultimi saranno ultimi
- Sabrina Ferilli - Io e lei
- Anna Foglietta - Perfetti sconosciuti
- Valeria Golino - Per amor vostro

Miglior attore protagonista
- Claudio Santamaria - Lo chiamavano Jeeg Robot
- Alessandro Borghi - Non essere cattivo
- Marco Giallini - Perfetti sconosciuti
- Luca Marinelli - Non essere cattivo
- Valerio Mastandrea - Perfetti sconosciuti

Migliore attrice non protagonista
- Antonia Truppo - Lo chiamavano Jeeg Robot
- Sonia Bergamasco - Quo vado?
- Claudia Cardinale - Ultima fermata
- Elisabetta De Vito - Non essere cattivo
- Piera Degli Esposti - Assolo

Miglior attore non protagonista
- Luca Marinelli - Lo chiamavano Jeeg Robot
- Giuseppe Battiston - La felicità è un sistema complesso
- Fabrizio Bentivoglio - Gli ultimi saranno ultimi
- Valerio Binasco - Alaska
- Alessandro Borghi - Suburra

Migliore autore della fotografia
- Peter Suschitzky - Il racconto dei racconti - Tale of Tales
- Michele D'Attanasio - Lo chiamavano Jeeg Robot
- Maurizio Calvesi - Non essere cattivo
- Paolo Carnera - Suburra
- Luca Bigazzi - Youth - La giovinezza (Youth)

Miglior musicista
- David Lang - Youth - La giovinezza (Youth)
- Alexandre Desplat - Il racconto dei racconti - Tale of Tales
- Ennio Morricone - La corrispondenza
- Michele Braga e Gabriele Mainetti - Lo chiamavano Jeeg Robot
- Paolo Vivaldi con la collaborazione di Alessandro Sartini - Non essere cattivo

Migliore canzone originale
- Simple Song #3 - musica e testi di David Lang, interpretazione di Sumi Jo - Youth - La giovinezza (Youth)
- Torta di noi - musica, testi e interpretazione di Niccolò Contessa - La felicità è un sistema complesso
- A cuor leggero - musica, testi e interpretazione di Riccardo Sinigallia - Non essere cattivo
- Perfetti sconosciuti - musica di Bungaro e Cesare Chiodo, testi e interpretazione di Fiorella Mannoia - Perfetti sconosciuti
- La prima Repubblica - musica, testi e interpretazione di Checco Zalone - Quo vado?

Miglior scenografo
- Dimitri Capuani e Alessia Anfuso - Il racconto dei racconti - Tale of Tales
- Maurizio Sabatini - La corrispondenza
- Massimiliano Sturiale - Lo chiamavano Jeeg Robot
- Giada Calabria - Non essere cattivo
- Paki Meduri - Suburra[3]
- Ludovica Ferrario - Youth - La giovinezza (Youth)

Miglior costumista
- Massimo Cantini Parrini - Il racconto dei racconti - Tale of Tales
- Gemma Mascagni - La corrispondenza
- Mary Montalto - Lo chiamavano Jeeg Robot
- Chiara Ferrantini - Non essere cattivo
- Carlo Poggioli - Youth - La giovinezza (Youth)

Miglior truccatore
- Gino Tamagnini, Valter Casotto, Luigi d'Andrea - Il racconto dei racconti - Tale of Tales
- Enrico Iacoponi - La corrispondenza
- Giulio Pezza - Lo chiamavano Jeeg Robot
- Lidia Minì - Non essere cattivo
- Maurizio Silvi - Youth - La giovinezza (Youth)

Miglior acconciatore
- Francesco Pegoretti - Il racconto dei racconti - Tale of Tales
- Elena Gregorini - La corrispondenza
- Angelo Vannella - Lo chiamavano Jeeg Robot
- Sharim Sabatini - Non essere cattivo
- Aldo Signoretti - Youth - La giovinezza (Youth)

Miglior montatore
- Andrea Maguolo, con la collaborazione di Federico Conforti - Lo chiamavano Jeeg Robot
- Jacopo Quadri - Fuocoammare
- Consuelo Catucci - Perfetti sconosciuti
- Patrizio Marone - Suburra
- Cristiano Travaglioli - Youth - La giovinezza (Youth)

Miglior fonico di presa diretta
- Angelo Bonanni - Non essere cattivo
- Maricetta Lombardo - Il racconto dei racconti - Tale of Tales
- Valentino Giannì - Lo chiamavano Jeeg Robot
- Umberto Montesanti - Perfetti sconosciuti
- Emanuele Cerere - Youth - La giovinezza (Youth)

Migliori effetti digitali
- Makinarium - Il racconto dei racconti - Tale of Tales
- EDI - Effetti Digitali Italiani - Game Therapy
- Chromatica - Lo chiamavano Jeeg Robot
- Visualogie - Suburra
- Peerless - Youth - La giovinezza (Youth)

Miglior documentario di lungometraggio
- S is for Stanley - Trent'anni dietro al volante per Stanley Kubrick, regia di Alex Infascelli
- I bambini sanno, regia di Walter Veltroni
- Harry's Bar, regia di Carlotta Cerquetti
- Louisiana (The Other Side), regia di Roberto Minervini
- Revelstoke - Un bacio nel vento, regia di Nicola Moruzzi

Miglior cortometraggio
- Bellissima, regia di Alessandro Capitani
- A metà luce 2016, regia di Anna Gigante
- Dove l'acqua con altra acqua si confonde, regia di Gianluca Mangiasciutti e Massimo Loi
- La ballata dei senzatetto, regia di Monica Manganelli
- Per Anna, regia di Andrea Zuliani

Miglior film dell'Unione Europea
- Il figlio di Saul (Saul fia), regia di László Nemes
- 45 anni (45 Years), regia di Andrew Haigh
- Dio esiste e vive a Bruxelles (Le tout nouveau testament), regia di Jaco Van Dormael
- Perfect Day, regia di Fernando León de Aranoa
- The Danish Girl, regia di Tom Hooper

Miglior film straniero
- Il ponte delle spie (Bridge of Spies), regia di Steven Spielberg
- Carol, regia di Todd Haynes
- Il caso Spotlight (Spotlight), regia di Tom McCarthy
- Inside Out, regia di Pete Docter
- Remember, regia di Atom Egoyan

Premio David giovani
- La corrispondenza, regia di Giuseppe Tornatore
- Alaska, regia di Claudio Cupellini
- Gli ultimi saranno ultimi, regia di Massimiliano Bruno
- Non essere cattivo, regia di Claudio Caligari
- Quo vado?, regia di Gennaro Nunziante

David speciale
- Paolo e Vittorio Taviani, alla carriera
- Gina Lollobrigida, alla carriera

Mercedes-Benz Future Award
- Lo chiamavano Jeeg Robot, regia di Gabriele Mainetti
- Alaska, regia di Claudio Cupellini
- Louisiana (The Other Side), regia di Roberto Minervini
- Suburra, regia di Stefano Sollima

## Ascolti
Red Carpet "David di Donatello 2016" 
| Messa in onda  | Telespettatori Tv8 | Share Tv8 | Telespettatori Sky Uno + Sky Cinema HD | Share Sky Uno + Sky Cinema HD | Telespettatori Complessivi |
| -------------- | ------------------ | --------- | -------------------------------------- | ----------------------------- | -------------------------- |
| 18 aprile 2016 | 167.000            | 0.63%     | 404.000                                | N/C                           | 571.000                    |

 Cerimonia "David di Donatello 2016" 
| Messa in onda  | Telespettatori Tv8 | Share Tv8 | Telespettatori Sky Uno + Sky Cinema HD | Share Sky Uno + Sky Cinema HD | Telespettatori Complessivi | Share Complessivo |
| -------------- | ------------------ | --------- | -------------------------------------- | ----------------------------- | -------------------------- | ----------------- |
| 18 aprile 2016 | 269.000            | 1,06%     | 712.000                                | 2,72%                         | 981.000                    | 3.78%             |